# Энгель, Фридрих (офицер СС)
Фридрих Вильгельм Конрад Зигфрид Энгель (нем. Friedrich Wilhelm Konrad Siegfreid Engel; 3 января 1909, Варнау, Хафельберг, Германская империя — 4 февраля 2006, Гамбург, Германия) — нацистский военный преступник, известный как «генуэзский мясник»; оберштурмбаннфюрер СС, начальник полиции безопасности и СД в Генуе.

## Биография
Фридрих Энгель родился 3 января 1909 года в семье учителя. Посещал гимназию в Ратенове. В 1927 году сдал экзамены на аттестат зрелости. В 1930 году поступил на философский факультет Берлинского университета, где изучал философию, историю и немецкий язык. В зимнем семестре 1931/1932 года перевёлся в университет Инсбрука. Летом 1934 года получил докторскую степень по философии в Инсбруке. 
20 октября 1932 года вступил в НСДАП (билет № 1305576). В январе 1936 года был зачислен в ряды СС (№ 272593) и в том же месяце был принят в СД. Впоследствии служил в отделе культуры в оберабшните СД в Ганновере. В апреле 1940 года был переведен в ведомство командира полиции безопасности и СД в Осло. В начале декабря 1940 года вернулся в Гамбург и несколько месяцев работал в школе. В марте 1941 года с отличием сдал государственный экзамен на преподавателя. В апреле 1941 года был переведён в Главное управление имперской безопасности, где возглавил отдел I B 1 (мировоззренческое воспитание).
5 января 1944 года стал командиром полиции безопасности и СД в Генуе. 19 мая 1944 года, в качестве ответной меры партизанскому нападению на солдатское казино, приказал расстрелять 59 заключённых тюрьмы Марасси на Турчинском перевале. В январе 1945 года получил Крест «За военные заслуги» 1-й степени с мечами.
После окончания войны оказался в американском плену. В июне 1946 года совершил побег из лагеря Кемп Кинг в Оберурзеле. Ему удалось добраться до советской зоны оккупации, где под именем Фридрих Шоттенберг он работал батраком и лесорубом. Зимой 1947 года Энгель бежал в британскую зону оккупации и нашел работу в Браунлаге в качестве поставщика материалов для оккупационной властей. С 1949 года был уполномоченным представителем компании по импорту древесины в Гамбурге. В 1954 году вернул себе настоящую фамилию. В 1969 году против него проводилось расследование, которое было прекращено в следующем году. В 1974 году вышел на пенсию. 
В 1996 году прокуратура Турина провела в отношение него новое расследование, а 15 ноября 1999 года туринский суд заочно приговорил Энгеля к пожизненному заключению за убийство 249 человек. В 2002 году предстал перед судом в Гамбурге, где заявил, что ему «не о чем сожалеть». 5 июля 2002 года был приговорён к 7 годам заключения за 59 убийств. Однако он не отбывал наказание в связи с преклонным возрастом и состоянием здоровья. В июне 2004 года Верховный федеральный суд Германии отменил приговор в отношении Энгеля, в связи с недостаточной доказанностью жестокости убийств. Умер в феврале 2006 года.